# Varronia utermarkiana
Varronia utermarkiana är en strävbladig växtart som först beskrevs av Attila L. Borhidi, och fick sitt nu gällande namn av A. Borhidi. Varronia utermarkiana ingår i släktet Varronia och familjen strävbladiga växter. Inga underarter finns listade i Catalogue of Life.